# Emma George
Emma George (Beechworth, Victoria, 1 de novembro de 1974) é uma antiga atleta australiana que foi recordista mundial de salto com vara no final da década de 1990. 
Entre 1995 e 1999, Emma George estabeleceu doze recordes mundiais consecutivos, até atingir a fasquia de 4.60 m, tendo então perdido o máximo mundial para a norte-americana Stacy Dragila no ano 2000. Nesse ano, a sua única presença olímpica saldava-se por um fiasco, mesmo apesar dos Jogos de 2000 se terem disputado no seu país. A atleta, não conseguindo transpôr uma altura superior a 4.25 m, era assim afastada da final. Pouco depois, abandonava a sua carreira, com apenas 27 anos de idade. 
Antes de se inicir no atletismo, foi trapezista num circo. George foi treinada pelo técnico Mark Stewart que também conduziu o saltador australiano Steve Hooker ao ouro olímpico.

## Recordes mundiais
- 4.25 m - Melbourne, Austrália - 30 de novembro de 1995
- 4.28 m - Perth, Austrália - 17 de dezembro de 1995
- 4.30 m - Perth, Austrália - 28 de janeiro de 1996
- 4.41 m - Perth, Austrália - 28 de janeiro de 1996
- 4.42 m - Reims, França - 29 de junho de 1996
- 4.45 m - Sapporo, Japão - 14 de julho de 1996
- 4.50 m - Melbourne, Austrália - 8 de fevereiro de 1997
- 4.55 m - Melbourne, Austrália - 20 de fevereiro de 1997
- 4.57 m - Auckland, Nova Zelândia - 20 de fevereiro de 1998
- 4.58 m - Melbourne, Austrália - 14 de março de 1998
- 4.59 m - Brisbane, Austrália 21 de março de 1998
- 4.60 m - Sydney, Austrália - 20 de fevereiro de 1999